# Nicole Ferber
Nicole Ferber (* 19. Oktober 1977) ist eine ehemalige deutsche Fußballspielerin.

## Karriere

### Verein
Zuvor beim TuS Ahrbach in der Gruppe Süd der seinerzeit zweigleisigen Bundesliga aktiv, gelangte Ferber zur Saison 1996/97 als Abwehrspielerin zum FC Rumeln-Kaldenhausen, für den sie nunmehr in der Gruppe Nord Punktspiele bestritt. Als Zweitplatzierter war ihre Mannschaft für die Endrunde um die Deutsche Meisterschaft qualifiziert und erreichte über den FSV Frankfurt das Finale. Am 8. Juni 1997 unterlag sie mit ihrer Mannschaft vor 5.000 Zuschauern im Duisburger Stadtteil Homberg Grün-Weiß Brauweiler mit 3:5 im Elfmeterschießen. Im Pokalwettbewerb scheiterte ihre Mannschaft zuvor ebenfalls an Grün-Weiß Brauweiler mit 3:4 n. V. im Halbfinale. Nach einer weiteren Saison verließ sie den Verein, der sich in FCR Duisburg 55 umbenannt hatte, und beendete ihre Spielerkarriere.

### Nationalmannschaft
Für die A-Nationalmannschaft bestritt sie einzig am 27. August 1996 ein Länderspiel. In Lichtenvoorde wurde die Nationalmannschaft der Niederlande in einem Testspiel mit 3:0 besiegt. Dabei wurden elf Spielerinnen des DFB zur zweiten Halbzeit ein- bzw. ausgewechselt; Ferber kam in der 46. Minute für Sandra Minnert zum Einsatz.

## Erfolge
- Dritter Deutsche Meisterschaft 1998
- DFB-Pokal-Sieger 1998 (ohne Finaleinsatz)